# 289 TCN
289 TCN là một năm trong lịch La Mã.